# NGC 1226
NGC 1226 = NGC 832 ist eine elliptische Galaxie vom Hubble-Typ E2 im Sternbild Perseus am Nordsternhimmel. Sie ist schätzungsweise 279 Millionen Lichtjahre von der Milchstraße entfernt und hat einen Durchmesser von etwa 130.000 Lj.
Im selben Himmelsareal befindet sich u. a. die Galaxie NGC 1227.
Das Objekt wurde am 6. Dezember 1879 von Édouard Stephan entdeckt.